# Freedom From Religion Foundation
Freedom From Religion Foundation (FFRF, Fundación para la Libertad de Religión) es una organización de librepensadores estadounidense con sede en Madison, Wisconsin. Sus propósitos, tal y como establecen sus estatutos son la promoción de la separación Iglesia-Estado, la desaparición de la religión de la vida pública y la educación en materias de ateísmo, agnosticismo y no teísmo. La fundación pública Freethought Today (Librepensamiento Hoy), es el único periódico sobre este tema en Norteamérica. También sigue litigios de interés público y participa en debates públicos para promover sus objetivos. Desde 2006, la Fundación ha producido el programa radiofónico Freethought Radio, actualmente el único programa de radio nacional de librepensamiento en los Estados Unidos.

## Historia

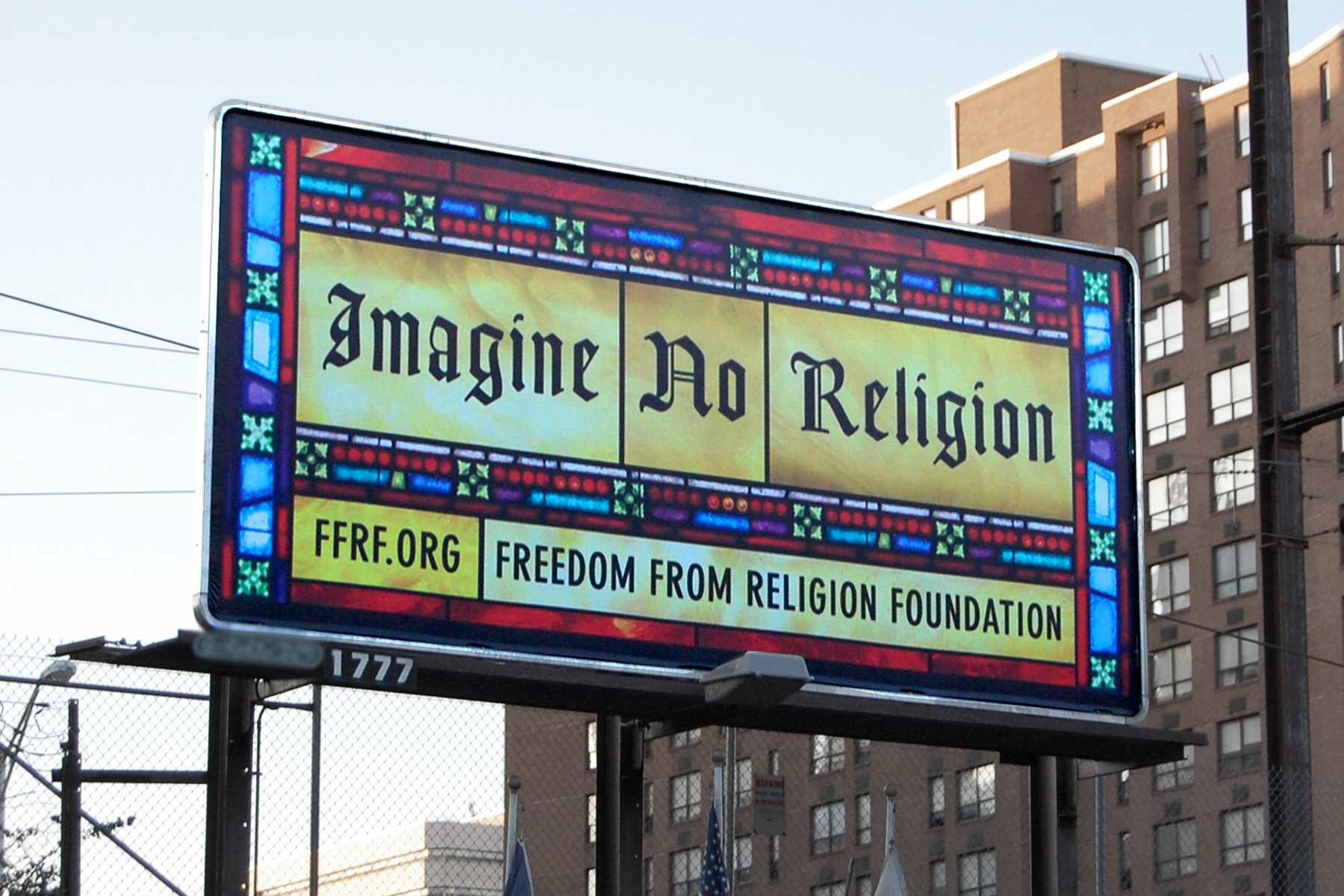
Cartel de la FFRF en Harrisburg, Pensilvania.

La Freedom From Religion Foundation fue cofundada por Anne Gaylor Nicol y su hija, Annie Laurie Gaylor, en 1976 y fue incorporada a nivel nacional en 1978. Es sostenida por más de 16 600 miembros. Es operado desde el edificio 1855 en Madison, Wisconsin, desde lo que una vez fue una casa parroquial de la iglesia. La organización tiene una cuota de membresía anual mínima de 40 dólares. De acuerdo con el formulario de impuestos del IRS-990 del 2007 encontrado en Guidestar.org, la fundación cuenta con un saldo de más de 5.5 millones de dólares y recibió más de 581 000 dólares en cuotas de membresía. La fundación utiliza este dinero principalmente para pagar los gastos legales en los casos en el apoyo a la separación Iglesia-Estado  que involucran a entidades gubernamentales, pero también tiene un personal remunerado de cuatro personas, distribuye publicidad y envía publicaciones de noticias a los miembros.
Annie Laurie Gaylor, copresidenta de Freedom From Religion Foundation, es la autora de Women Without Superstition: No Gods - No Masters y edita el periódico Freedom Today. Su esposo, Dan Barker, autor de Losing Faith in Faith: From Preacher to Atheist es un músico y compositor, exministro cristiano pentecostal y copresidente de FFRF.
En 2007, la Freedom From Religion Foundation celebró su 30ª conferencia anual en Madison, Wisconsin. El evento, al que asistieron más de 650 miembros, incluyó a los oradores Christopher Hitchens, Katha Pollitt, Julia Sweeney, Ellery Schempp, y Matthew LaClair.

## Litigios
Ganados
- FFRF contra Servicios Sociales y Familiares de Indiana - 2 de mayo de 2007. Impugnación de la creación de una capellanía para Servicios Sociales y Familiares de Indiana (FSSA). La FSSA contrató al pastor Michael L. Latham, un ministro bautista, en 2006, con un sueldo de 60 000 dólares al año. En septiembre de 2007, en respuesta a la demanda de FFRF, Indiana abandonó el programa.[3]
- Eliminación de ciertos tipos enseñanza bíblica en escuelas públicas[4][5] (el análisis histórico objetivo de los textos bíblicos es legal, pero es ilegal presentar las creencias religiosas como viables o verdaderas).
- La jueza federal Barbara Crabb Brandriff falló que el estatuto que establece el Día Nacional de la Oración era inconstitucional, ya que es «un ejercicio inherentemente religioso que no tiene ninguna función secular».[6][7]

Perdidos
- FFRF contra Gonzales - 5 de mayo de 2006. Impugnación de los programas de prisión basados en la fe dentro de la Agencia Federal de Prisiones.
- FFRF contra el Departamento de Asuntos de los Veteranos de Estados Unidos - 19 de abril de 2006. Impugnación de la integración generalizada de la «espiritualidad» dentro de los servicios de salud en el Departamento de Asuntos de los Veteranos de Estados Unidos.
- Hein contra Freedom From Religion Foundation - Un caso ante la Corte Suprema sobre la legitimación de los contribuyentes para impugnar los programas de la Casa Blanca basados en la fe; rechazado por una sentencia de la Suprema Corte de 5-4.

Litigios pendientes
- FFRF contra Gov. Richardson - 7 de noviembre de 2005. Impugnación del programa cristiano del ministerio de prisiones con financiamiento gubernamental de una prisión para mujeres en Grants, Nuevo México.

## Letreros en Capitolios del Estado

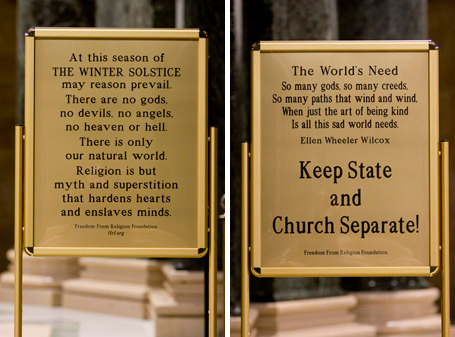
Anverso (izquierda) y reverso (derecha) del letrero que aparece en el Capitolio del Estado de Wisconsin. En el letrero del Capitolio del Estado de Washington se exhibe el mismo mensaje.

### Capitolio del Estado de Wisconsin
La FFRF mantiene un letrero en el Capitolio del Estado de Wisconsin durante las temporadas navideñas, en donde se puede leer:

At this season of the Winter Solstice may reason prevail.

There are no gods, no devils, no angels, no heaven or hell.

There is only our natural world.

Religion is but myth and superstition that hardens hearts and enslaves minds.
En esta temporada del Solsticio de Invierno, que prevalezca la razón.

No hay dioses, ni demonios, ni ángeles, ni cielo, ni infierno.

Solamente está nuestro mundo natural.

La religión no es más que mito y superstición que endurece los corazones y esclaviza las mentes.

### Capitolio del Estado de Washington
Una placa con el mismo texto que el letrero del Capitolio del Estado de Washington fue expuesta para la temporada navideña en el capitolio del estado en Olympia, Washington, después de una escena del nacimiento de Jesús. El letrero fue robado y luego encontrado y regresado al capitolio del estado. La adición de la señal instó a un gran número de individuos y grupos a solicitar otras adiciones, como el de un Festivus, una solicitud de la Iglesia Bautista de Westboro por un letrero declarando: «Santa Claus te llevará al infierno» (entre otras cosas), un letrero homenajeando al Monstruo de Espagueti Volador, y muchas otras. La súbita afluencia de solicitudes llevó al presidente de la Liga Católica Bill Donohue a condenarlo severamente, y condujo a muchos a llamar por la retirada de todo tipo de material religioso en el capitolio del estado.

### Capitolio del Estado de Illinois
El 23 de diciembre de 2009, activistas conservadores y el candidato para contralor de Illinois, William J. Kelly intentaron retirar un letrero de FFRF en un despliegue festivo.

## Freethought Radio
Llamada la «única transmisión semanal de radio sobre librepensamiento de cualquier lugar», Freethought Radio en The Mic 92.1 FM está en vivo cada sábado de 11 a. m. a 12 p. m. CST en Madison, Wisconsin. También apareció en Air America Radio (que cesó sus operaciones en marzo del 2010). Es presentado por los copresidentes de FFRF, Dan Barker y Annie Laurie Gaylor. Un archivo podcast está también disponible en el sitio web de FFRF. Presentaciones frecuentes incluyen «Alerta de Teocracia» y «Almanaque de Librepensadores». Este último destaca a librepensadores históricos, muchos de los cuales son también compositores. En el programa se hace uso de la canción Imagine de John Lennon, la cual es notable por su temática antirreligiosa.

### Freethought radio
- Freethought Radio podcast
- FreeThoughtRadio.com
- The Mic 92.1 live stream

- Datos: Q531069
- Multimedia: Freedom From Religion Foundation / Q531069